# Elin Almén
Elin Almén, född 8 maj 1990, är en svensk skådespelare, komiker och programledare.
Almén gör stand up, radiohumor och driver klubben Mixed Comedy Club. Sedan 2013 är hon anställd som improvisationsskådespelare på Improvisationsstudion i Stockholm. Hon är utbildad vid bland annat Stockholm Elementära teaterskola 2010-2011. 
Hon har varit programledare för radioprogrammet Vardag i P3 tillsammans med Anna Westin. Tillsammans med Westin har hon också bland annat gjort humorprogrammet 100 kg vakuum och busringningsprogrammet YLVA (med Josefin Sonck) för Sveriges Radio P3. 
Almén har även ingått i manusgruppen i satir-TV-programmet Svenska nyheter, och medverkat i programmet som komiker.